# Heinrich Holzschuher
Johann Heinrich Christoph Holzschuher, född 11 februari 1798 i Wunsiedel, Oberfranken, död 30 december 1847 på Schloss Bug, Landkreis Hof/Saale, var en tysk jurist, socialarbetare, pedagog och diktare.
Holzschuher skrev 1827 de två sista verserna (2–3) till Johannes Daniel Falks julpsalm O du fröhliche. Den översattes  till svenska 1859 och finns representerad i svenska psalmböcker  med förstaraden O du saliga, o du heliga från 1908 till den svenska psalmboken 1986, nr 127. 